# El jardín de las dudas
El jardín de las dudas es una novela de Fernando Savater de 1993, ambientada en la España del siglo XVIII y los pensamientos ilustrados del escritor Voltaire. Finalista del Premio Planeta del mismo año.

## Argumento
Es la historia de una dama francesa establecida en España de nombre Carolina de Beauregard, Condesa de Montoro, que, luego de admitir su alto grado de aburrimiento por vivir en un "Madrid que no es capital ni nada que se le parezca sino simplón pueblo grande, lleno de moscas, de mierda, de rezos, de curas, de hembras sin cerebro ni instrucción bostezando tras sus rejas de gañanes embozados que no piensan más que en las fechorías de los bandoleros y en las estocadas de los matadores", decide enviar una carta al intelectual Voltaire con el fin de que éste no la deje morir de hastío y le narre su historia como filósofo y pensador, pero sobre todo como hombre.
A partir de este momento inicia un intercambio amplio de correspondencia entre ambos personajes en la que Voltaire expondrá su pensamiento, sus combates intelectuales, sus penas de cárcel, destierro, su lucha contra el fanatismo religioso y sus causas humanitarias. 
- Datos: Q5825398